# Hyphodontia pruniacea
Hyphodontia pruniacea är en svampart som beskrevs av Hjortstam & Ryvarden 2004. Hyphodontia pruniacea ingår i släktet Hyphodontia och familjen Schizoporaceae.   Inga underarter finns listade i Catalogue of Life.